# Marysa Baradji-Duchêne
Marysa Baradji-Duchêne (ur. 17 października 1982) – francuska szpadzistka, srebrna medalistka mistrzostw świata.
Podczas mistrzostw świata w Turynie w 2006 roku Francuzki w składzie: Laura Flessel, Maureen Nisima, Marysa Baradji-Duchêne i Hajnalka Király zdobyły srebrny medal w turnieju drużynowym. W rywalizacji indywidualnej zajęła tam 34. miejsce.
Nigdy nie wzięła udziału w igrzyskach olimpijskich.